# Smirnoff Vodka

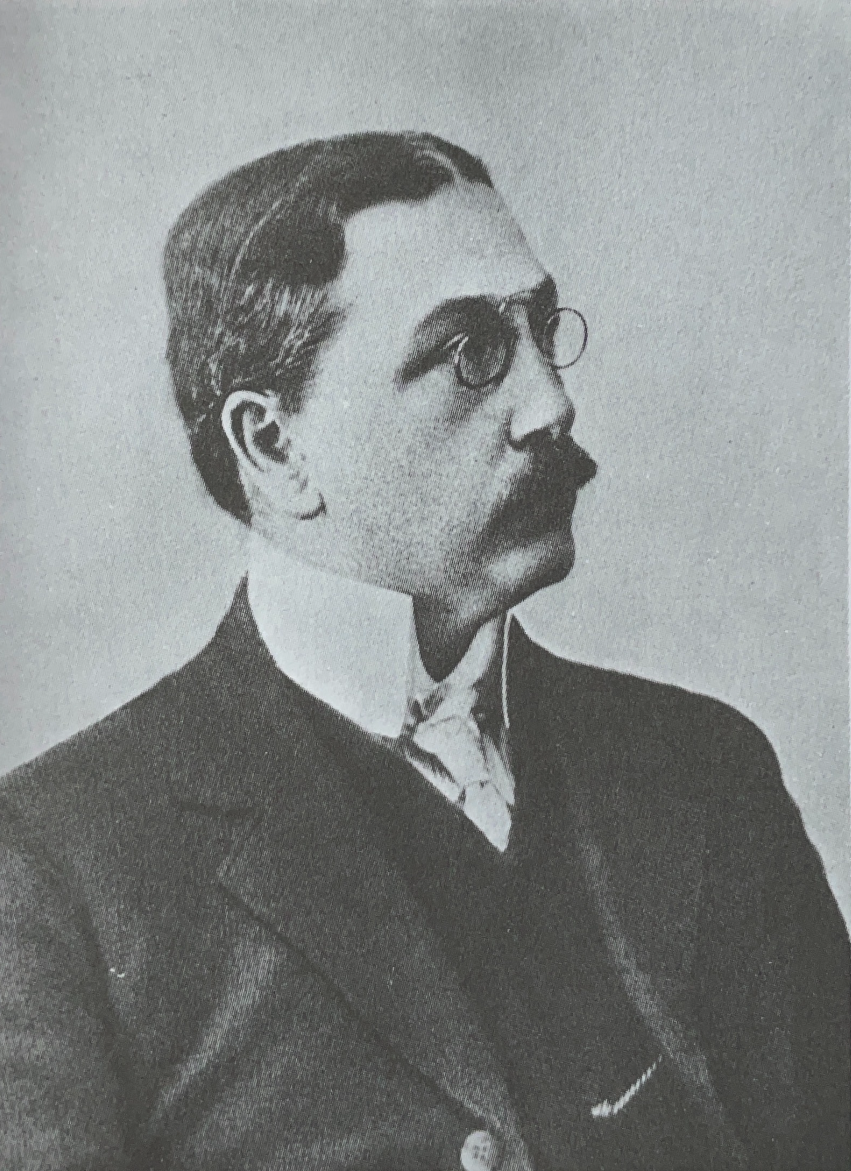
Pjotr Arsenjevitj Smirnov

Smirnoff Vodka är en typ av vodka som härstammar från Ryssland. 

## Historia
Företaget startades omkring 1860 av Pjotr Arsenjevitj Smirnov med ett litet kvalitetsdestilleri i Moskva. Han blev den förste som använde sig av kol i destillationsprocessen. Omkring 1886 var Smirnovs vodka så populär att den brukades av tsaren och dess hov, och vid slutet av århundradet var Smirnov en av Rysslands rikaste familjer. 
Vid ryska revolutionen 1917 beslagtog staten familjen Smirnovs fabrik, och Vladimir, en av Pjotrs söner, flydde till Paris. Där träffade han Rudolf Kunett, och tillsammans undersökte de möjligheten att flytta verksamheten till USA. Detta genomfördes under 1930-talet, men det dröjde till 1940-talet innan vodkan som dryck blev känd i USA då såsom "vit whisky" utan smak eller lukt.
Eftersom Smirnoff vid Sovjetunionens sammanbrott hade varit förbjudet under cirka 70 år blev just Smirnoff, helst USA-tillverkad, oerhört populär i Ryssland. Marknadsföringen började vid den ryska militärens officersmässar, där rekordnoteringen blev 200 liter per dygn. 
Under 2005 såldes cirka 225 miljoner liter Smirnoff på världsmarknaden.
Efter att ha ägts av diverse internationella storföretag kontrolleras Smirnoff idag av den brittiska spritjätten Diageo, som själv är resultatet av en rad sammanslagningar med början 1997 mellan Guinness och Grand Metropolitan.